# Церкарій

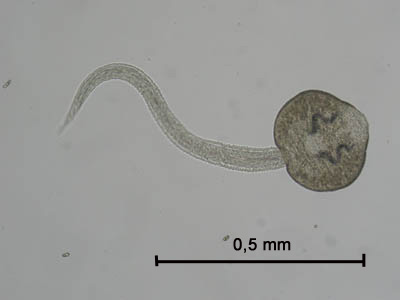
Церкацій трематоди Fasciolopsis magna.

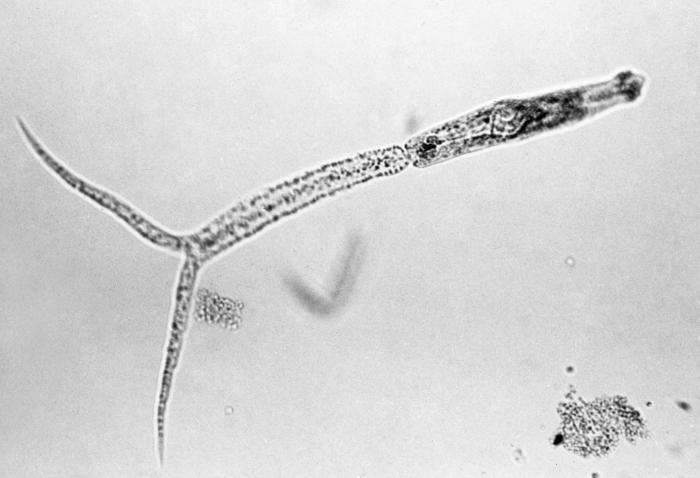
Церкацій трематоди Schistosoma, збільшення 150х.

Церкарій, або церкарія (грец. kérkos — хвіст) — личинка дигенетичних сисунів, власне трематод.
Церкарій формується з редії (у водних форм) або спороцисти (у наземних). Це вільноживуча стадія, рухається за допомогою хвоста, має проникаючі залози, шипи та залози. Її завдання — досягти кінцевого господаря.
Церкарій може активно пробурюватися через шкіру (наприклад, кров'яний Schistosoma haematobium) або інкапсулювати, викидати черешок і трансформуватися в метацеркарії (наприклад, печінковий Fasciola hepatica). Якщо церкарій не перетворюється на метацеркарій, то переходить безпосередньо в організм дорослого, розмножуючись там статевим шляхом.
Церкарії деяких тваринних трематод здатні спричинити у людей церкаріозний дерматит (свербіж плавців).

## джерела
- Здун В. І. Личинки трематод у прісноводних молюсках України / В. І. Здун. — К.: Вид–во АН УССР, 1961. — 143 с.
- Antoni Deryło (red.). Parazytologia i akaroentomologia medyczna. Wydawnictwo Naukowe PWN. Warszawa, 2002. 1-446. isbn 83-01-13804-1.
- Чорногоренко-Бідуліна М. І. Фауна личинкових форм трематод в молюсках Дніпра. — К.: Вид–во АН УССР, 1958. — 107 с.
- Черногоренко М. И. Личинки трематод в моллюсках Днепра и его водохранилищ. — К.: Наук. думка, 1983. — 210 с.
- Стенько, Р. П., Э. Н. Король. Морфология и особенности биологии церкарий двух видов рода Diplostomum (Trematoda, Diplostomidae) из Крыма [Архівовано 31 жовтня 2019 у Wayback Machine.]. Вестник зоологии. — 2004. — Т. 38, № 4. — С. 3-8.